# بين مايرز
بين مايرز (بالإنجليزية: Ben Myers)‏ هو كاتب بريطاني، ولد في 1 أكتوبر 1976 في درم في المملكة المتحدة.